# Фонд Фридриха Наумана

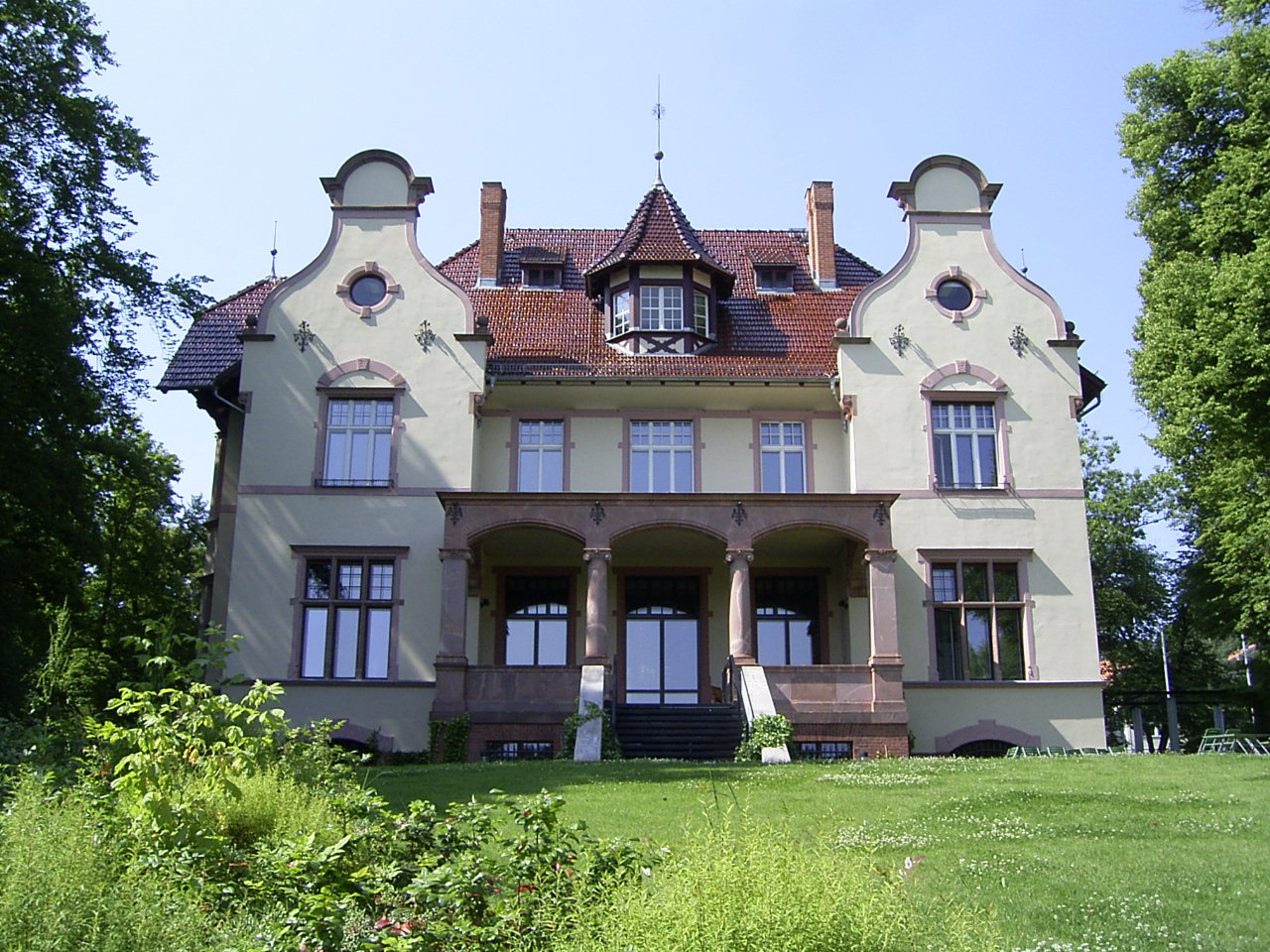
Штаб-квартира Фонда Фридриха Наумана — вилла Трумэна в потсдамском Бабельсберге

Фонд Фридриха Наумана (нем. Friedrich Naumann Stiftung für die Freiheit) — немецкий либеральный фонд, идейно близкий к Свободной демократической партии Германии (СвДП). Назван в честь пастора и политического деятеля Фридриха Наумана.

## О фонде
Фонд был создан в 1958 году, в настоящее время его представительства находятся более чем в 60 странах мира. С начала 90-х годов Фонд работает в большинстве государств региона Центральной, Юго-Восточной и Восточной Европы. Штаб-квартира находится в Потсдаме на исторической вилле Трумэна. Московское бюро открылось в 1992 году. Целями Фонда является укрепление гражданского общества, в особенности его влияния на общественную дискуссию, содействие макроэкономическим и демократическим процессам трансформации посредством сотрудничества с исследовательскими центрами и образовательными институтами, а также усиление общественного диалога между Россией, странами Центральной Азии, Германией и ЕС.
Руководителем филиала Фонда в Москве являлся Юлиус фон Фрайтаг-Лорингховен.
В апреле 2024 года Прокуратура РФ присвоила фонду статус организации, деятельность которой нежелательна в РФ.

## Темы фонда
- Свобода и собственность: Частная собственность — важная предпосылка экономического развития и сильного гражданского общества.
- Свобода и гражданское общество: Развитие свободного общества невозможно без свободного гражданина и гражданских объединений.
- Свобода и правовое государство: Только правовое государство может стоять на защите свободы, безопасности и собственности всех людей.

## Другие немецкие политические фонды
- Фонд Розы Люксембург («Левые»)
- Фонд Курта Лёвенштайля (Социалистическая молодёжь Германии — Фальконы)
- Фонд имени Фридриха Эберта[англ.] (Социал-демократическая партия Германии)
- Фонд Генриха Бёлля («Союз 90/Зелёные»)
- Фонд имени Конрада Аденауэра (Христианско-демократический союз Германии)
- Фонд Ханнса Зейделя (Христианско-демократический союз Германии)

## Награды
- Офицер ордена «За заслуги в поощрении прав человека и социальной активности» (23 апреля 2025 года, Румыния)[4]